# Debeli Lug
Debeli Lug (kyrillisch: Дебели Луг) ist ein Dorf in der Gemeinde Majdanpek und im Bezirk Bor im Osten Serbiens.

## Einwohner
Die Volkszählung 2002 (Eigennennung) ergab, dass 458 Personen im Dorf leben.
Weitere Volkszählungen:
- 1948: 448
- 1953: 717
- 1961: 543
- 1971: 801
- 1981: 666
- 1991: 507